# Childrena caesarea
Childrena caesarea är en fjärilsart som beskrevs av Hans Fruhstorfer 1912. Childrena caesarea ingår i släktet Childrena och familjen praktfjärilar. Inga underarter finns listade i Catalogue of Life.